# Segugio dell'Appennino
Segugio dell'Appennino (Lepraiolo Italiano) är en hundras från Italien. Den är en släthårig, mindre medelstor braquehund som traditionellt använts som drivande hund i Apenninernas terräng. Lepraiolo kommer av italienska för hare, men den används även för jakt på vildsvin. Första gången rastypen omnämndes var i ett jaktmagasin 1884. År 2000 inleddes ett målinriktat avelsarbete av Ente Nazionale della Cinofilia Italiana (ENCI) och man registrerade drygt 800 individer som har fått ligga till grund för rasen. Det är alltså en ras med ovanligt stor genetisk variation för att vara nyskapad.